# Canadian Championship 2011
Il Canadian Championship 2011 (noto per ragioni di sponsorizzazione come 2011 Nutrilite Canadian Championship in inglese e Championnat Canadien Nutrilite 2011 in francese) è stato la quarta edizione del Canadian Championship.
Si è svolto tra aprile e luglio del 2011 ed è stato vinto dal Toronto che ha battuto in finale i Vancouver Whitecaps. Grazie a questo successo la squadra di Toronto ha ottenuto anche la qualificazione alla CONCACAF Champions League 2011-2012 come rappresentante del Canada.
Rispetto all'anno precedente alla competizione ha partecipato una squadra in più: a Montréal Impact, Toronto e Vancouver Whitecaps si è aggiunta Edmonton. Il maggior numero di squadra ha portato anche a un cambio di formula passando dal girone all'italiana all'eliminazione diretta con gare di andata e ritorno.

## Tabellone
Le squadre sono state inserite nel tabellone sulla base dei risultati ottenuti nella stagione 2010. Toronto, campione in carica e partecipante alla Major League Soccer 2010, è stato inserito in posizione 1, le due squadre partecipanti alla USSF Division 2 Pro League in posizione 2 e 3 in base al piazzamento in classifica alla fine della regular season mentre Edmonton, squadra appena nata, in posizione 4.
|  | Semifinali | Semifinali          | Semifinali | Semifinali |  |   | Finale     | Finale              | Finale | Finale |
|  |            |                     |            |            |  |   |            |                     |        |        |
|  | 1          | Toronto FC          | 3          | 1          |  |   |            |                     |        |        |
|  | 1          | Toronto FC          | 3          | 1          |  |   |            |                     |        |        |
|  | 4          | FC Edmonton         | 0          | 0          |  |   |            |                     |        |        |
|  | 4          | FC Edmonton         | 0          | 0          |  | 1 | Toronto FC | 1                   | 2      |        |
|  |            |                     |            |            |  | 1 | Toronto FC | 1                   | 2      |        |
|  |            |                     |            |            |  |   | 2          | Vancouver Whitecaps | 1      | 1      |
|  | 2          | Vancouver Whitecaps | 1          | 1          |  |   | 2          | Vancouver Whitecaps | 1      | 1      |
|  | 2          | Vancouver Whitecaps | 1          | 1          |  |   |            |                     |        |        |
|  | 3          | Montréal Impact     | 0          | 1          |  |   |            |                     |        |        |
|  | 3          | Montréal Impact     | 0          | 1          |  |   |            |                     |        |        |

## Semifinali

### Andata
| Arbitro: | P. Ward |

|  |           |                                   |
|  | Marcatori | 35’, 61’ Maicon Santos 47’ Gordon |

| Arbitro: | C.A. Chenard |

|  |           |              |
|  | Marcatori | 67’ Dunfield |

### Ritorno
| Arbitro: | M. Navarro |

|            |           |  |
| Gordon 21’ | Marcatori |  |

| Arbitro: | D. Gantar |

|             |           |                  |
| Akloul 113’ | Marcatori | 83’ (rig.) Gerba |

## Finale

### Andata
| Arbitro: | S. Petrescu |

|            |           |                   |
| Hassli 64’ | Marcatori | 73’ Maicon Santos |

| Vancouver Whitecaps | Toronto FC |

| Vancouver Whitecaps: |    |                   |     |     |
|                      |    |                   |     |     |
| P                    | 18 | Jay Nolly         |     |     |
| D                    | 25 | Jonathan Leathers |     |     |
| D                    | 14 | Greg Janicki      |     |     |
| D                    | 6  | Jay DeMerit       |     |     |
| D                    | 4  | Alain Rochat      |     |     |
| C                    | 20 | Davide Chiumiento |     |     |
| C                    | 7  | Terry Dunfield    | 77’ |     |
| C                    | 28 | Gershon Koffie    | 68’ |     |
| C                    | 22 | Shea Salinas      |     | 83’ |
| A                    | 29 | Éric Hassli       |     | 74’ |
| A                    | 37 | Camilo            |     | 78’ |
| Sostituzioni:        |    |                   |     |     |
| A                    | 17 | Omar Salgado      |     | 74’ |
| C                    | 16 | Nizar Khalfan     |     | 78’ |
| C                    | 31 | Russell Teibert   |     | 83’ |
| Allenatore:          |    |                   |     |     |
| Teitur Þórðarson     |    |                   |     |     |

| Toronto FC:   |    |                   |     |     |
|               |    |                   |     |     |
| P             | 24 | Stefan Frei       |     |     |
| D             | 27 | Richard Eckersley |     |     |
| D             | 12 | Adrian Cann       |     |     |
| D             | 31 | Dicoy Williams    | 52’ |     |
| D             | 8  | Dan Gargan        |     |     |
| C             | 32 | Tony Tchani       |     | 46’ |
| C             | 6  | Julián de Guzmán  |     |     |
| C             | 23 | Jacob Peterson    |     | 33’ |
| A             | 7  | Joao Plata        |     | 76’ |
| A             | 29 | Maicon Santos     |     |     |
| A             | 18 | Nick Soolsma      |     |     |
| Sostituzioni: |    |                   |     |     |
| C             | 26 | Matt Gold         |     | 33’ |
| C             | 16 | Oscar Cordon      |     | 46’ |
| D             | 20 | Ty Harden         |     | 76’ |
| Allenatore:   |    |                   |     |     |
| Aron Winter   |    |                   |     |     |

### Ritorno
| Toronto 25 maggio 2011, ore 20:00 UTC-5      | Toronto FC | – annullata | Vancouver Whitecaps | BMO Field |
| \| \| \| \| \| \| Marcatori \| 17’ Hassli \| |            |             |                     |           |
|                                              |            |             |                     |           |
|                                              | Marcatori  | 17’ Hassli  |                     |           |

Partita sospesa dopo 61 minuti a causa di un temporale e del terreno reso impraticabile dalla pioggia. Il recupero della partita, da ridisputare interamente partendo dallo 0-0, è stato inizialmente previsto per il giorno seguente (26 maggio 2011) alle ore 11:00 EDT, ma per le condizioni meteo è stato successivamente rinviato al 2 luglio 2011.
| Arbitro: | D. Gantar |

|                                    |           |            |
| Plata 51’ (rig.) Yourassowskye 61’ | Marcatori | 21’ Camilo |

| Toronto FC | Vancouver Whitecaps |

| Toronto FC:   |    |                     |     |     |
|               |    |                     |     |     |
| P             | 24 | Stefan Frei         |     |     |
| D             | 27 | Richard Eckersley   |     |     |
| D             | 8  | Dan Gargan          |     |     |
| D             | 20 | Ty Harden           |     | 57’ |
| D             | 31 | Danleigh Borman     |     |     |
| C             | 11 | Nathan Sturgis      |     |     |
| C             | 6  | Julián de Guzmán    |     | 76’ |
| C             | 19 | Mikael Yourassowsky |     |     |
| A             | 7  | Joao Plata          |     |     |
| A             | 29 | Maicon Santos       |     | 33’ |
| A             | 18 | Nick Soolsma        |     |     |
| Sostituzioni: |    |                     |     |     |
| A             | 26 | Javier Martina      | 56’ | 33’ |
| C             | 32 | Tony Tchani         |     | 57’ |
| D             | 12 | Doneil Henry        |     | 76’ |
| Allenatore:   |    |                     |     |     |
| Aron Winter   |    |                     |     |     |

| Vancouver Whitecaps: |    |                   |     |     |
|                      |    |                   |     |     |
| P                    | 1  | Joe Cannon        |     |     |
| D                    | 25 | Jonathan Leathers |     |     |
| D                    | 2  | Michael Boxall    |     |     |
| D                    | 6  | Jay DeMerit       |     | 62’ |
| D                    | 4  | Alain Rochat      |     |     |
| C                    | 12 | Jeb Brovsky       |     | 72’ |
| C                    | 7  | Terry Dunfield    |     |     |
| C                    | 28 | Gershon Koffie    |     |     |
| C                    | 22 | Shea Salinas      |     | 46’ |
| A                    | 29 | Éric Hassli       | 50’ |     |
| A                    | 37 | Camilo            |     |     |
| Sostituzioni:        |    |                   |     |     |
| C                    | 31 | Russell Teibert   | 71’ | 46’ |
| D                    | 19 | Blake Wagner      |     | 62’ |
| C                    | 16 | Nizar Khalfan     |     | 72’ |
| Allenatore:          |    |                   |     |     |
| Tom Soehn            |    |                   |     |     |

## Classifica marcatori
| Gol |  |  | Giocatore           | Squadra             |
| --- |  |  | ------------------- | ------------------- |
| 3   |  |  | Maicon Santos       | Toronto FC          |
| 2   |  |  | Alan Gordon         | Toronto FC          |
| 1   |  |  | Mouloud Akloul      | Vancouver Whitecaps |
| 1   |  |  | Camilo              | Vancouver Whitecaps |
| 1   |  |  | Terry Dunfield      | Vancouver Whitecaps |
| 1   |  |  | Ali Gerba           | Montréal Impact     |
| 1   |  |  | Éric Hassli         | Vancouver Whitecaps |
| 1   |  |  | Joao Plata          | Toronto FC          |
| 1   |  |  | Mikael Yourassowsky | Toronto FC          |